# Hanstedt, Uelzen
Hanstedt är en kommun i Landkreis Uelzen i förbundslandet Niedersachsen i Tyskland. Kommunen bildades 1 juli 1972 genom en sammanslagning av de tidigare kommunerna Allenbostel, Bode, Brauel, Hanstedt I och Velgen.
Kommunen ingår i kommunalförbundet Samtgemeinde Bevensen-Ebstorf tillsammans med ytterligare 13 kommuner.